# Garfield Building (Los Ángeles)
El Garfield Building es una edificio histórico de estilo art déco de trece pisos en Los Ángeles, la ciudad más poblada del estado de California (Estados Unidos). Diseñado por el arquitecto estadounidense Claud Beelman, la construcción duró desde 1928 hasta 1930. Desde 1982 está incluido en el Registro Nacional de Lugares Históricos.

## Arquitectura e historia

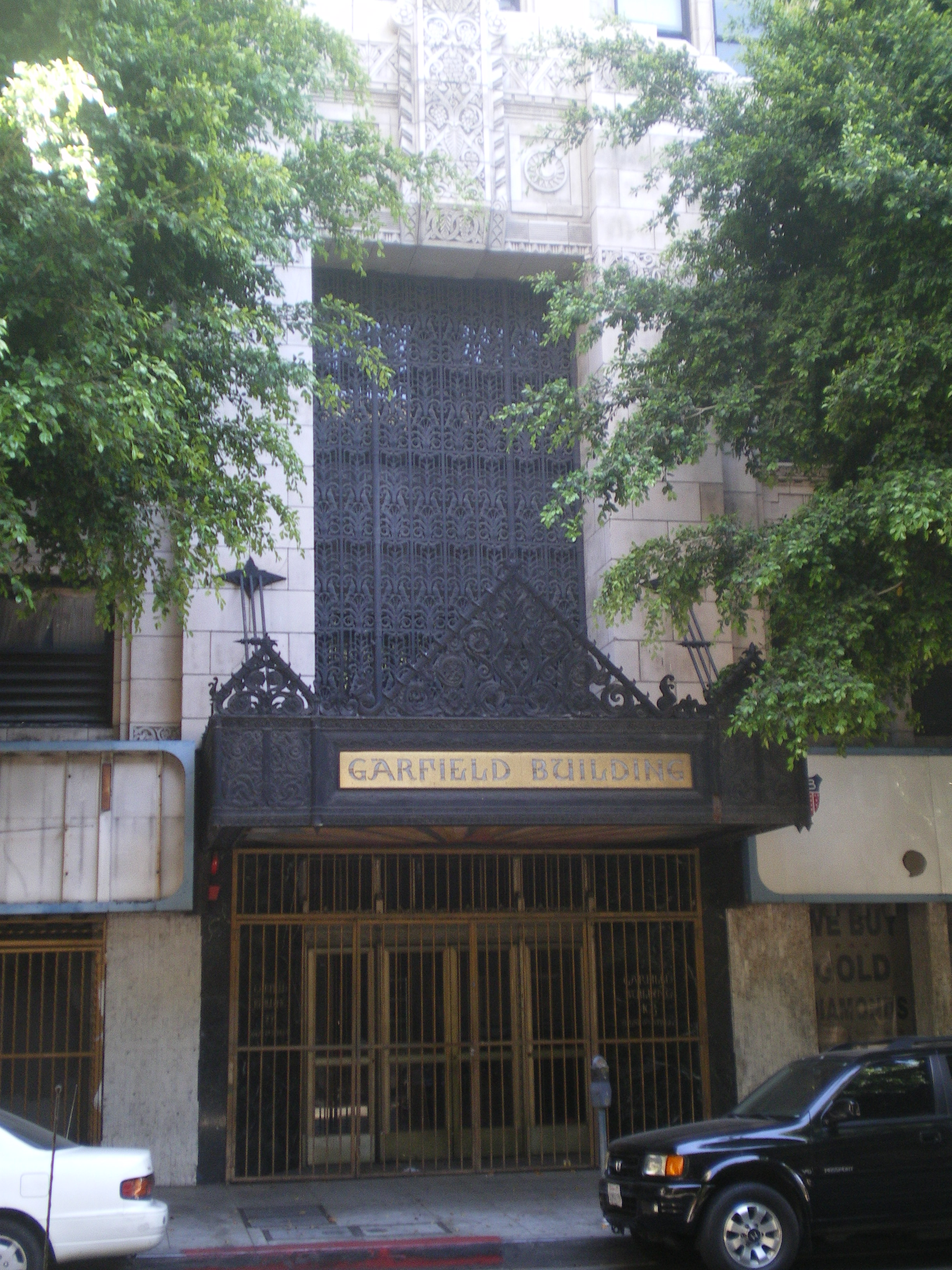
Entrada por West 8th Street.

Originalmente fue construido para Sun Realty Company. Además de la ornamentación detallada alrededor de la entrada a nivel de la calle, el edificio Garfield tiene un vestíbulo art déco. Su apertura se vio afectada por la Gran Depresión. Fue un edificio de oficinas en funcionamiento durante muchos años, pero ahora está vacío.
Tiene 9.288 m² de espacio alquilable para rodajes u otros eventos. Ubicado justo al lado de South Hill Street en 403 West 8th Street, se encuentra en el distrito de Jewelry del centro, que en los últimos años ha tenido un renacimiento, con lofts, espacios de trabajo de artistas y nuevas tiendas, restaurantes y negocios alrededor de Garfield. El exterior está revestido de terracota crema y tiene un retranqueo en el tercer piso, lo que genera un plano en U en los pisos superiores. Lo corona una pequeña torre cuadrada.
La entrada principal está marcada por un elaborado dosel de hierro forjado en la parte superior y una acera de terrazo en la parte inferior. Patrones florales y de vid decoran la parrilla abierta sobre la entrada. El vestíbulo está adornado con accesorios de níquel pulido, elegantes vitrinas y candelabros de estilo gótico en tonos de oro y plata. Las paredes y los pisos del vestíbulo están revestidos con bandas alternas de mármol negro y morado, y el techo del vestíbulo de seis metros tiene un patrón de bajo relieve en yeso.
Se vendió en 1991 y desde entonces está desocupado. Los Angeles Downtown News nombró al edificio como una de las "Diez peores monstruosidades" del centro de Los Ángeles.
Ha sido declarado Monumento Histórico-Cultural de Los Ángeles No. 121 .